# Cenans
Cenans település Franciaországban, Haute-Saône megyében. Lakosainak száma 133 fő (2022. január 1.). Cenans Loulans-Verchamp, Germondans és Beaumotte-Aubertans községekkel határos.

## Népesség
A település népességének változása:
| Lakosok száma | 125  | 123  | 125  | 128  | 132  | 132  | 133  | 133  |
|               | 2013 | 2015 | 2017 | 2018 | 2019 | 2020 | 2021 | 2022 |